# Parque Estadual da Cantareira
O Parque Estadual da Cantareira é uma Unidade de Conservação de Proteção Integral paulista que abrange parte da Serra da Cantareira. A condição de Parque Estadual foi adotada em 1962 e regularizada pelo Decreto Estadual nº 41.626 de 1963. Porém, apenas em 1968 foi publicada a Lei Estadual que oficializou sua criação (nº 10.228/68). Na época, o nome foi definido como Parque Turístico da Cantareira. No ano de 1986 ele passou a se chamar Parque Estadual da Cantareira.
Em outubro do ano de 1994, a UNESCO o declarou como parte da Reserva da Biosfera do Cinturão Verde da Cidade de São Paulo. Atualmente, é gerenciado pela Fundação para Conservação e a Produção Florestal do Estado de São Paulo (ou Fundação Florestal) – fundação vinculada à Secretaria do Meio Ambiente do Governo de São Paulo, que foi criada com o intuito de conservar, ampliar e administrar florestas pertencentes ao estado de São Paulo.
Sua maior proporção se encontra na Zona Norte de São Paulo, mas também abrange áreas dos municípios de Mairiporã, Guarulhos e Caieiras.
O parque possui 7.916,52 hectares, sendo parte da Serra da Cantareira, a maior área verde urbana do país (64 800 hectares), superando a Reserva Floresta Adolfo Ducke (10 000 hectares) em Manaus e o Parque Estadual da Pedra Branca (12 500 hectares) no Rio de Janeiro.

## História
É um fragmento da Mata Atlântica com várias espécies de fauna e flora. A Serra da Cantareira foi batizada pelos tropeiros que faziam o comércio entre São Paulo e outras regiões do país, nos séculos XVI e XVII. A grande quantidade de nascentes e
córregos ali encontrados forneciam água, que era armazenada em um cântaro (jarros para armazenar água) e, depois de cheios, eram colocados em prateleiras, as chamadas cantareiras. O Parque compreende parte da Serra, mas não toda ela. Oferece três trilhas: a da Figueira com 700 metros, a Pedra Grande com 7 km e a da Bica com 1 500 metros.
Atualmente com 7 916,52 ha (pouco mais de 79 quilômetros quadrados) de Mata Atlântica (Floresta Ombrófila Densa Montana) distribuídos por quatro municípios da Grande São Paulo, a área do Parque foi tombada no final do século XIX, para garantir o abastecimento de água para a cidade de São Paulo.
Desde a década de 1990 o Parque se encontra ameaçado pela especulação imobiliária, devido ao loteamento clandestino das áreas particulares contíguas, que facilita a formação de favelas no em torno e mesmo dentro da área do parque.

## Núcleos
Existem quatro núcleos de visitação: Pedra Grande, Águas Claras, Engordador e Cabuçu.

### Pedra Grande

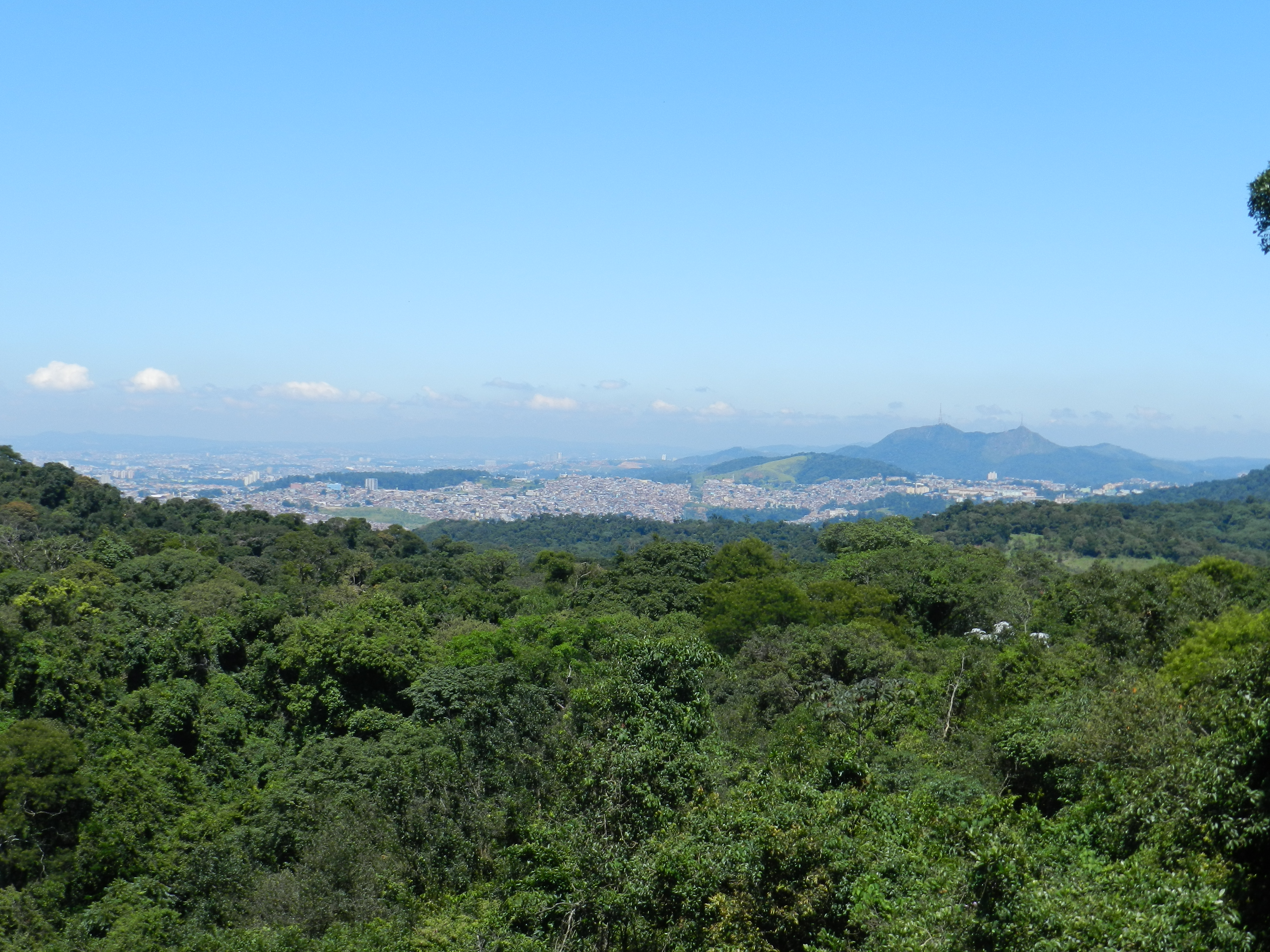
Núcleo Pedra Grande

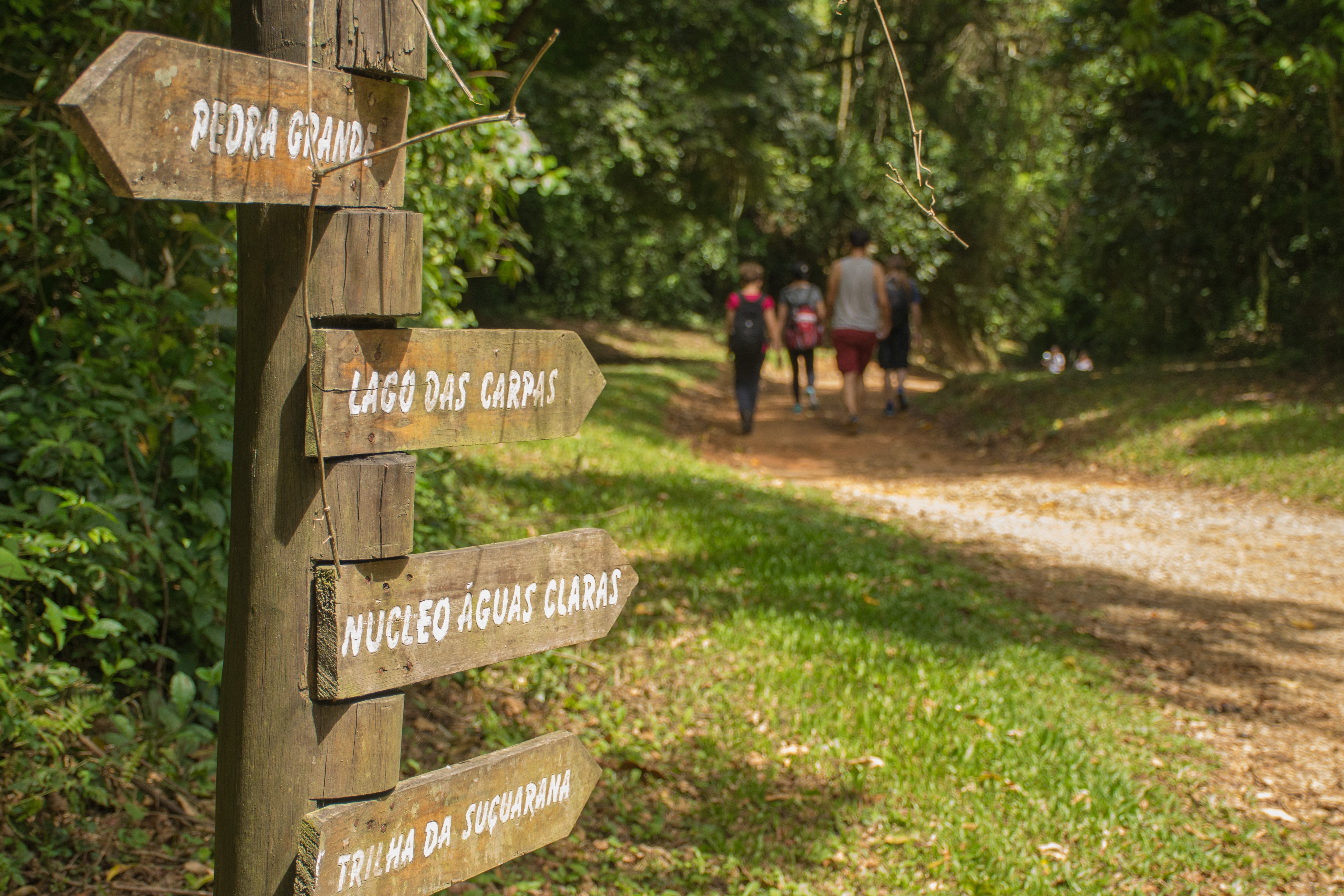
Indicações para as trilhas do núcleo Pedra Grande

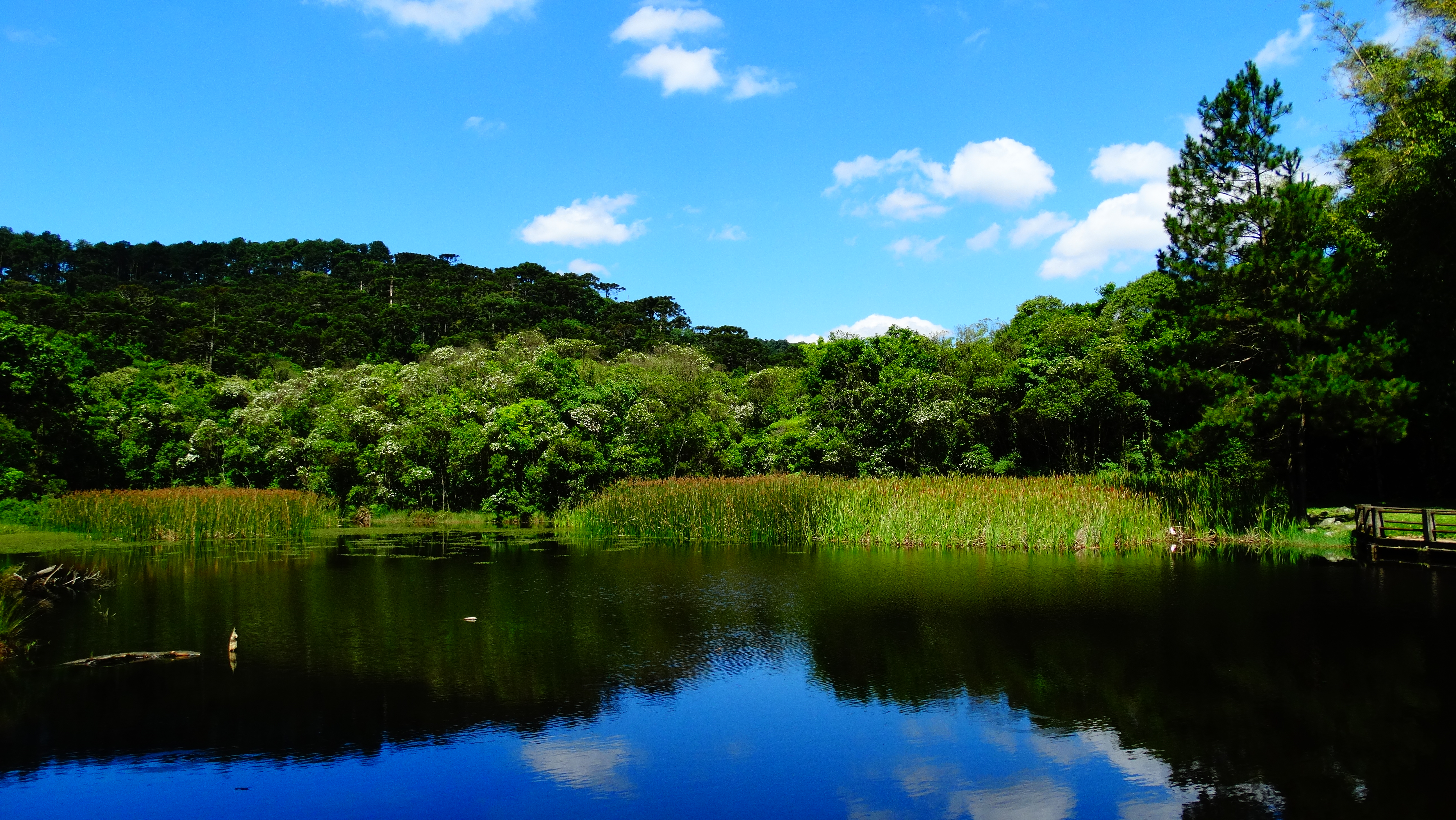
Núcleo Águas Claras

É o mais visitado do parque e também o primeiro aberto à visitação no ano de 1989, oferecendo ao público um contato direto com a Mata Atlântica mesmo estando perto da Praça da Sé. Destaca-se o contraste do natural com o urbano. Possui quatro trilhas:
- Trilha das Figueiras: com 1 200 m de percurso variando de suave a íngreme;
- Trilha da Bica: com 1 500 m de percurso suave;
- Trilha da Pedra Grande: com 9 500 m de percurso íngreme.
- Trilha do Bugio: com 330 m de percurso suave.

### Engordador
O nome nasceu da fazenda que existia ali no final do século XVII, onde era realizada a "engorda" do gado. Mas também alguns dizem que o nome deriva do fato de que local concentrava inúmeros córregos e riachos da região que acabavam engordando o Rio Engordador d'água. Possui três trilhas:
- Trilha da Cachoeira: com 6 500 m;
- Trilha do Macuco: com 700 m de percurso leve;
- Trilha de Mountain Bike: com 1 400 m de percurso variando de leve a íngreme.
- Trilha do Sagui[12]
- Trilha do Macuco[13]
- Do estacionamento do Núcleo Engordador até o final da Trilha da Cachoeira[14]

### Águas Claras
O Núcleo Águas Claras, localizado no município de Mairiporã, sendo mais voltado mais para a educação ambiental (com foco na preservação dos rios). Seu nome deriva de uma microbicida em que o núcleo esta inserido que da origem ao Ribeirão Águas Claras. Foi aberto ao público no ano de 2000 e conta com aproximadamente 80% de sua área total decretada como Área de Proteção aos Mananciais. Nele, podem-se percorrer cinco trilhas:
- Trilha das Águas Claras: com quase 700 m.
- Trilha da Samambaia-açu: com caminhada de 1 250 m por uma alameda de samambaias de até 2,5 m de altura;
- Trilha das Araucárias: com 1 250 m toda ladeada de Araucárias;
- Trilha da Suçuarana: com 1 200 m.
- Trilha do Pinheirinho: uma trilha bem longa , bastante praticada por veículos Off-Road.

### Cabuçu

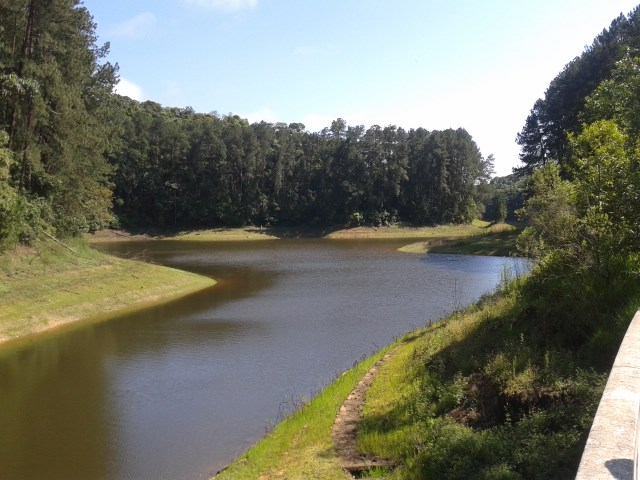
Núcleo Cabuçu

O núcleo Cabuçu, localizado no município de Guarulhos, é o mais recente de todos. Foi aberto para visitação em 2008 e conta com cerca de 1/3 da área do parque (1.619,4 hectares). Para seu nome existem duas explicações, uma delas teria como origem a língua tupi guarani (em que “Caba” significa Vespa e “Açu” Grande formando Vespa Grande que é uma espécie encontrada no local), já a outra o nome teria origem pela espécie de árvore Cabuçu (Miconia cabussu) que existe em grande quantidade na área. O local foi aberto à visitação pública em 2008. Nele, podem ser feitas cinco trilhas:
- Trilha do sagui: são 730 metros de trilha. Nela, pode ser vista um antigo forno para produção de carvão vegetal e cursos de água ao longo do percurso.
- Trilha da cachoeira: são 5.200 metros em um percurso muitas vezes íngreme. Ao final do trajeto, há uma cachoeira.
- Trilha da jaguatirica: são 1.000 metros com a presença de uma vegetação exótica, como pinheiros e o bambu. É muito procurada em excursões de educação ambiental.
- Trilha do tapiti: São 250 metros de muita presença da espécie araucária e da espécie cabuçu, espécie que dá nome ao núcleo.

## Biodiversidade

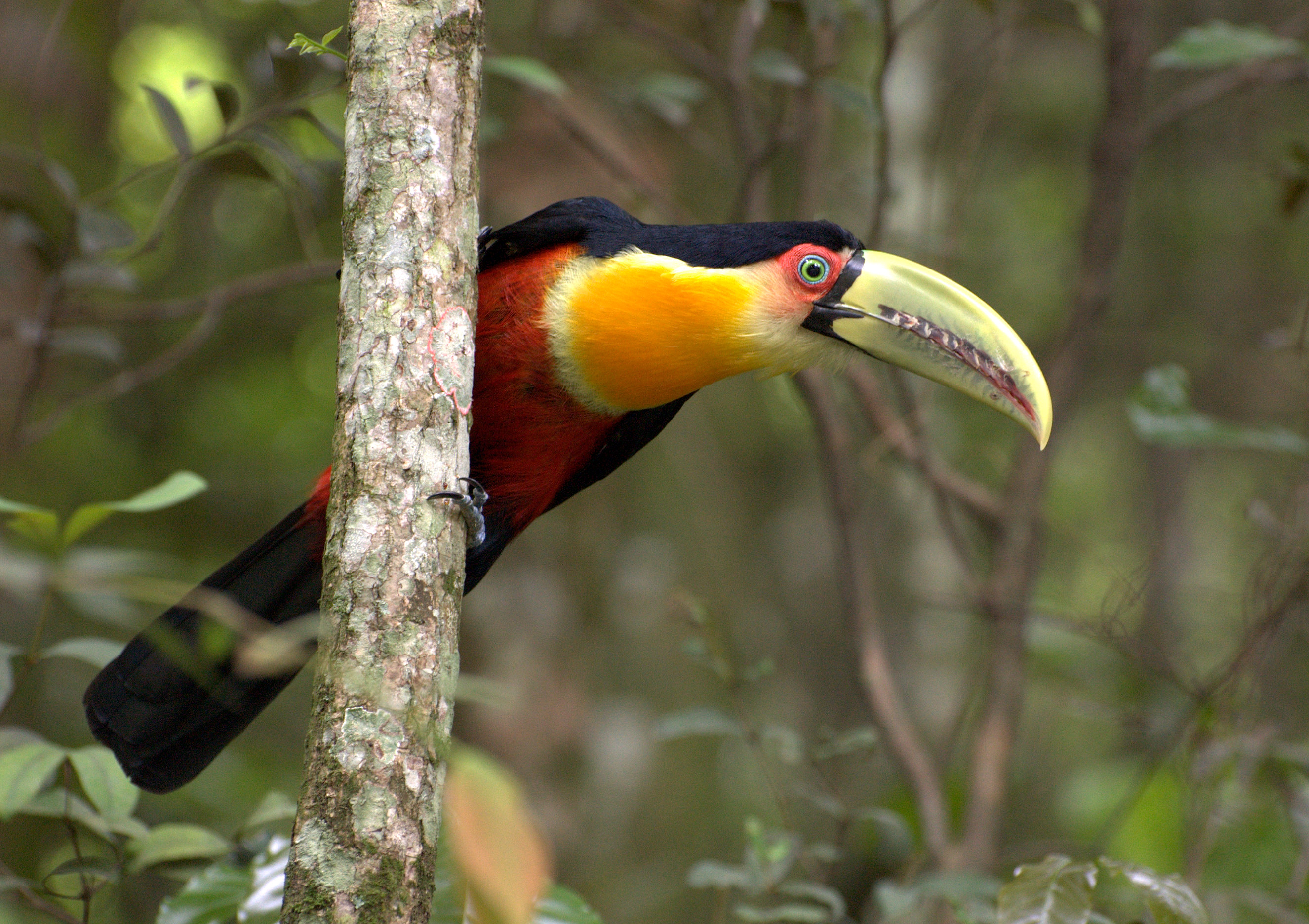
Tucano-de-bico-verde no parque.

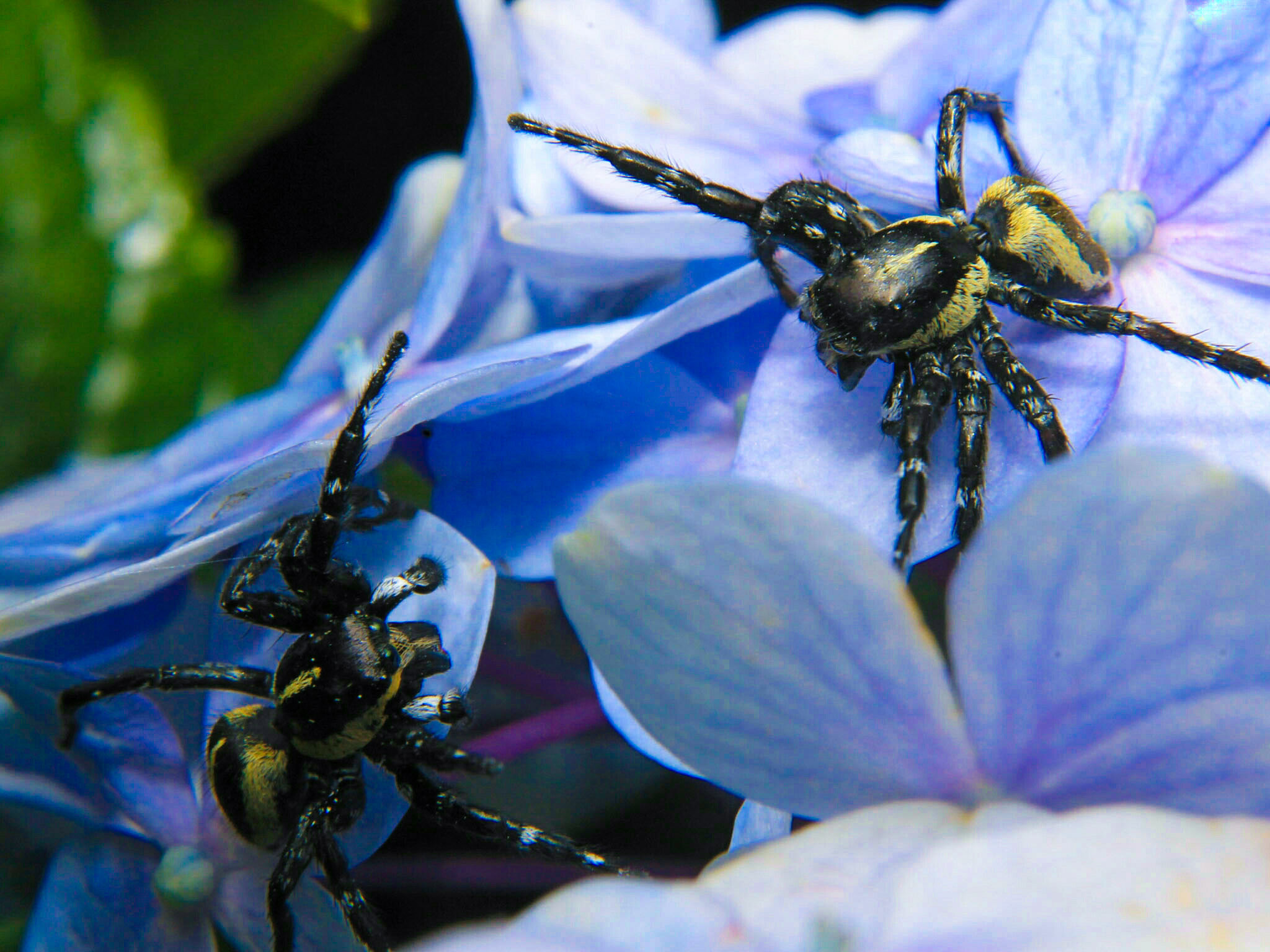
Aranhas saltadoras se encaram em flores no núcleo Águas Claras

O parque apresenta diversas espécies de fauna e flora que constam na Lista Oficial das Espécies Ameaçadas de Extinção no Estado de São Paulo.

### Fauna
O parque possui imensa diversidade de animais. Dentre eles mamíferos, como os macacos (bugios, sauás, dentre outros), os felinos (onça parda, gato-mourisco e gato-do-mato-pequeno), quatis, gambás, etc. As aves encontradas variam desde o grande gavião pega-macaco até o pequeno beija-flor-rubi. Entre os répteis pode-se dar destaque para as serpentes (jararaca, entre outras) e lagartos como o teiú, e entre os anfíbios, o sapo-cururu e a rã-manteiga, por exemplo.

### Flora
São aproximadamente 678 espécies muitas ameaçadas de extinção como é o caso da canela - sassafrás, a imbuia, a canela-preta, que são plantas típicas dessa região. Neste parque possuem também uma diversidade grande de plantas, como por exemplo: Samambaia-açu ou xaxim, uma árvore muito antiga, contemporânea dos dinossauros, mas que hoje é ameaçada pela exploração desenfreada; a figueira, que apresenta mais de 5000 espécies em todo o mundo, principalmente em climas tropicais. Devido à força de suas raízes, não aconselha-se plantá-la perto de edificações, com a certeza de trincas e rachaduras nas paredes. O tapiá-mirim, árvore presente principalmente em morros e montanhas e cuja madeira é muito utilizada na indústria madeireira; a palmeira-juçara, cujo fruto é muito importante na dieta de algumas espécies e que vem sofrendo com extração ilegal; a pata-de-vaca, nome dado devido ao formato de suas folhas, circulares e achatadas; as bromélias, originárias das Américas, de florestas tropicais e que apresentam mais de 200 espécies, além do gênero ananás, muito utilizado para produção de batatas e morangos. Outros exemplos: jacarandá-paulista, canela-incenso, embaúba, pau-jacaré, açoita-cavalo, pasto-d'anta, cedro-rosa, bambu, araucária, helicônia, jequitibá-branco, vassourão-branco (ou vernonia), philodendros e cabreúva. Em 2017 foi descoberta uma nova espécie de árvore na Mata Atlântica, pertencente ao gênero Ocotea que nunca havia sido identificada apesar de poder atingir até 40 metros de altura, e foi no parque estadual da cantareira que os pesquisadores puderam comprovar que apesar das árvores do parque possuirem características semelhantes, as chamadas Ocotea dispersa ou canela-sassafrás, inclusive ameaçadas de extinção como citado acima, as achadas na mata atlântica eram de uma outra espécie, recebendo seu nome científico de Ocotea koscinskii Baitello & Brotto.